# Zorn-Haus

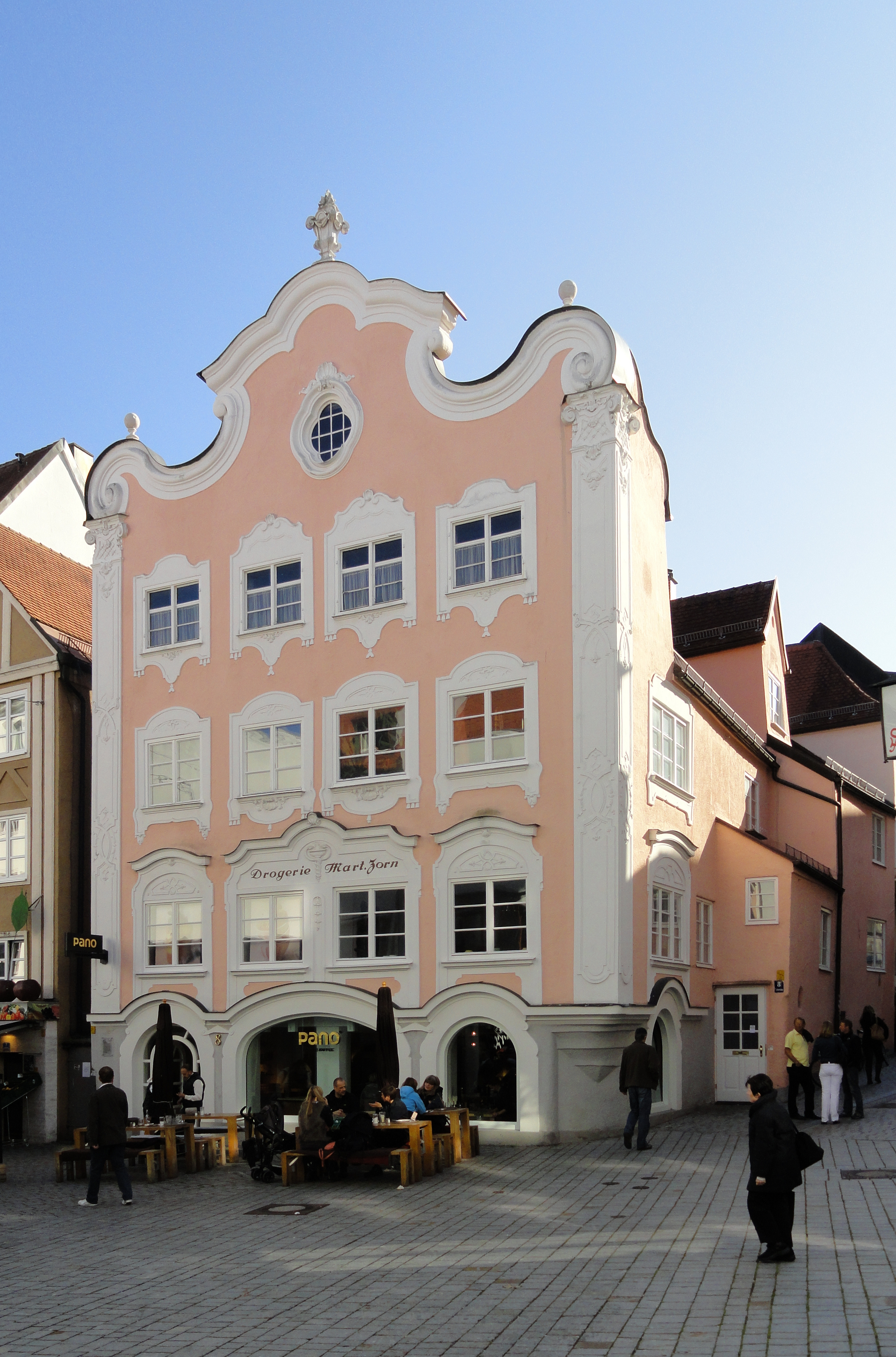
Das Zorn-Haus in Kempten (Allgäu)

Das Zorn-Haus ist ein in Kempten stehendes Baudenkmal mit der Anschrift Fischersteige 8. Es befindet sich an der Rathausstraße in der Nähe der Kemptener Freitreppe. In der gleichen Häuserreihe befindet sich das Patrizierhaus mit der Adressierung Rathausstraße 5.

## Beschreibung und Geschichte
Das dreigeschossige Zorn-Haus mit Satteldach wurde um 1604 erbaut. Die Räume sind mit Kassettendecken und Renaissance-Türstöcken ausgestattet. Die Neurokoko-Fassade mit dem neubarocken Schweifgiebel stammt aus dem Jahr 1908. Über der Eingangstür in das frühere Ladengeschäft steht „Materialist“. Die Bezeichnung Materialist war kein Schimpfwort, sondern eine Berufsbezeichnung.
Den Namen hat das Haus von der Drogerie Zorn, die sich dort seit 1836 befand. Davor gehörte das Haus der Patrizierfamilie Fehr.